# Azovmelléki-alföld
Az Azovmelléki-alföld (ukránul: Приазовська низовина, Priazovszka nizovna) Ukrajna délkeleti részén fekszik, a Fekete-tengermelléki-alföldtől keletre. Főképp gránit, gneisz, szienitek, migmatitok, kaolinit és lösz alkotja. Közigazgatásilag a Zaporizzsjai terület és a Donecki terület tartozik ide. Északi határa az Azovmelléki-hátság, északkeleten a Donyeci-hátság határolja, délen pedig a Fekete-tenger. Szélessége 20–100 km, átlagmagassága 70–80 méter, 120 méter a legmagasabb kiemelkedése.